# Willy-Brandt-Forum

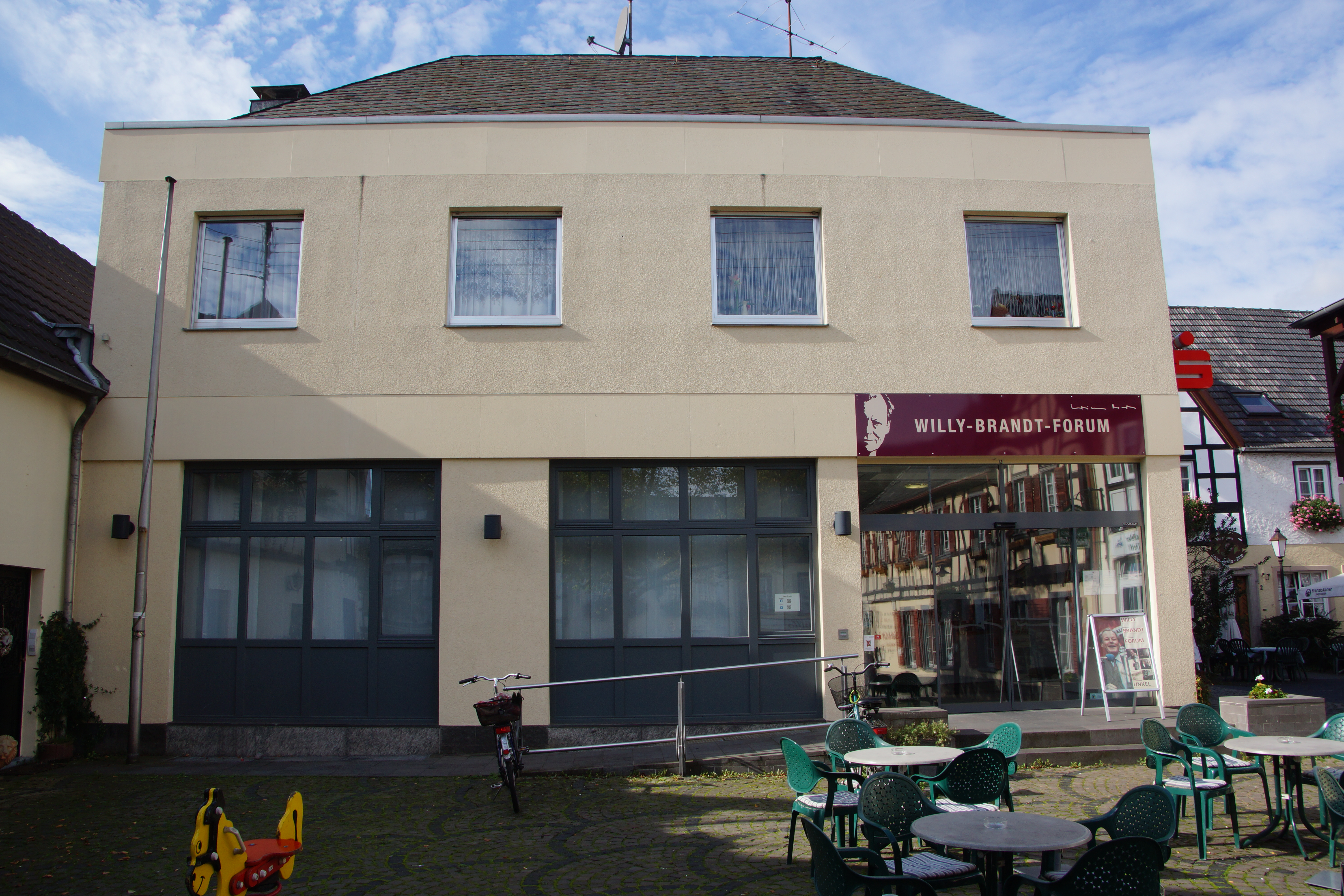
Willy-Brandt-Forum von außen

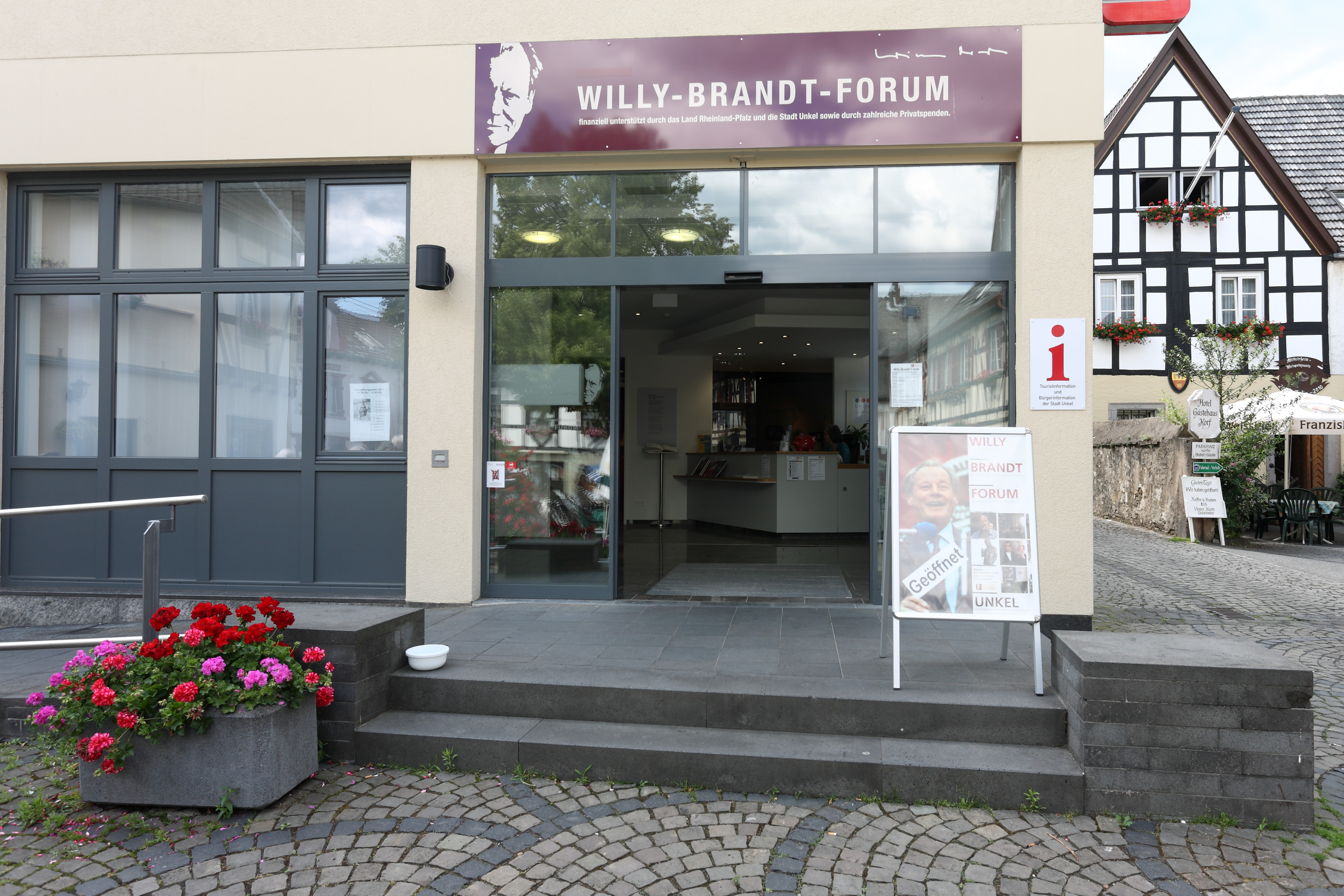
Eingang

Das Willy-Brandt-Forum in Unkel erinnert an den früheren deutschen SPD-Politiker, Bundeskanzler und Friedensnobelpreisträger Willy Brandt. Er lebte von 1979 bis zu seinem Tod im Jahre 1992 in Unkel. Das Museum wurde von einer gemeinnützigen Bürgerstiftung ins Leben gerufen und am 20. März 2011 eröffnet. Am 20. September 2021 hat auf Grundlage eines Beschlusses des Deutschen Bundestages die Bundeskanzler-Willy-Brandt-Stiftung in Berlin die Verantwortung für den Unterhalt der ständigen Ausstellung im Willy-Brandt-Forum Unkel übernommen. Beide Stiftungen haben dazu einen Kooperationsvertrag unterzeichnet.

## Willy Brandt in Unkel
Willy Brandt war ein bedeutender Politiker der deutschen und europäischen Geschichte des 20. Jahrhunderts. Für sein lebenslanges Eintreten für Frieden, Freiheit, Demokratie und Menschenrechte wurde ihm weltweit Anerkennung gezollt. Als einziger deutscher Politiker der Nachkriegszeit erhielt er 1971 den Friedensnobelpreis. 1979 zog Willy Brandt nach Unkel und lebte dort als „Bürger unter Bürgern“. Hier schrieb er seine „Erinnerungen“ und blickte zurück auf sein Leben. Er engagierte sich als „elder statesman“ weiterhin weltweit für die Verwirklichung seiner politischen Ideale. Willy Brandt starb am 8. Oktober 1992 in Unkel. Die Stadt hat es sich zur Aufgabe gemacht, das Andenken an ihren Mitbürger zu bewahren.
Nach mehrjährigen Planungen wurde am 20. März 2011 im Zentrum der historischen Altstadt ein Museum zur Zeitgeschichte eröffnet, das an Leben und Wirken Willy Brandts erinnert. Bei der Eröffnungsfeier sprachen der ehemalige spanische Regierungschef Felipe González und der Ministerpräsident des Landes Rheinland-Pfalz Kurt Beck.

## Trägerschaft
Das Forum wird von der gemeinnützigen Bürgerstiftung Unkel „Willy-Brandt-Forum“ getragen. Als Grundstock wurde 2007 die Hauptfiliale Unkel der Sparkasse Neuwied auf die Stiftung übertragen. Diese Schenkung entsprach etwa einem Wert von 300.000 Euro. Weitere Stifter waren das Bundesland Rheinland-Pfalz (800.000 Euro) und die Stadt Unkel (40.000 Euro). Die Stiftung brachte dazu selbst Spenden in Höhe von 300.000 Euro auf.
Ein vierköpfiger Vorstand steht an der Spitze der Bürgerstiftung. Gründungsvorsitzender war Thomas W. Ottersbach (2007 bis 2011). Ihm folgten als Stiftungsvorsitzende 2011 Klaus-Henning Rosen, Willy Brandts ehemaliger Büroleiter, 2014 Christoph Charlier und seit 2022 Hanns Bölefahr. Stv. Vorstandsvorsitzender ist Wolfgang Reeder. Er folgte Rudolf Barth (2007 bis 2018) und Wolfgang von Keitz (2018 bis 2022). Die Position des Geschäftsführers bekleidete von 2012 bis 2018 der Historiker Rudolf Rupperath. Der Bürgerstiftung steht ein Kuratorium mit acht Personen zur Seite. Mitglied dieses Gremiums ist auch Brandts Witwe Brigitte Seebacher. Vorsitzender ist der Unkeler Bürgermeister Gerhard Hausen. Beraten wird die Stiftung durch einen wissenschaftlichen Beirat, der aus fünf Mitgliedern besteht, darunter Thomas Krüger, Präsident der Bundeszentrale für politische Bildung und Jürgen Reiche, Ausstellungsdirektor des Hauses der Geschichte, der das Museum ehrenamtlich kuratiert hat.

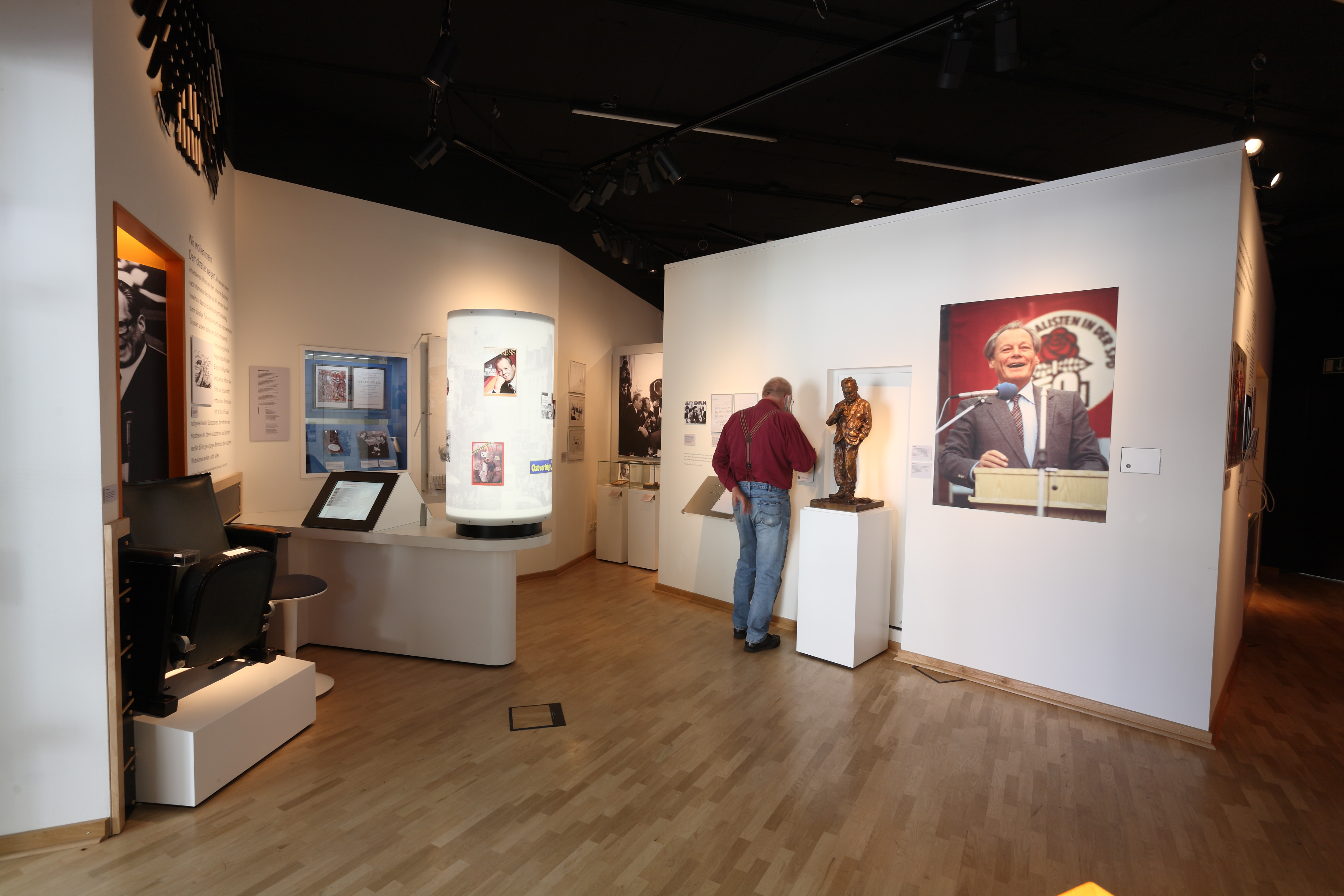
Ein Teil der Ausstellung

Die Ausstellung erinnert an den Politiker, dokumentiert wesentliche Stationen seines politischen Werdegangs und gewährt Einblicke in das weniger bekannte Leben als Bürger der Stadt Unkel. Das Museum verfügt über aussagekräftige Objekte und Fotografien, originale Film- und Tondokumente sowie Texte. Zahlreiche interaktive Elemente bieten insbesondere Jugendlichen einen spielerisch-entdeckenden Zugang zur Person Willy Brandts und zum zeitgeschichtlichen Kontext.
Im Mittelpunkt der Ausstellung steht das private Arbeitszimmer Willy Brandts aus seinem Wohnhaus in Unkel. Bücher, Erinnerungsstücke und persönliche Gegenstände spiegeln den Lebensstil des Politikers und machen sein Wirken greifbar.
Weitere Ausstellungsbereiche thematisieren die Kanzlerschaft Willy Brandts von 1969 bis 1974, sein internationales Engagement als Präsident der Sozialistischen Internationale und Vorsitzender der Nord-Süd-Kommission sowie die wichtigsten biographischen Stationen von seiner Kindheit und Jugend in Lübeck über die Jahre des erzwungenen Exils in Skandinavien bis hin zu seinen politischen Anfängen in Deutschland. Ein kleines Kino bietet ebenso wie Arbeitsstationen mit Internetzugang die Möglichkeit, sich vertiefend mit der Thematik zu beschäftigen.
Im Untergeschoss des Ausstellungsgebäudes veranschaulichen Fotografien, Gemälde und Skulpturen künstlerische Sichtweisen auf die facettenreiche Persönlichkeit des Politikers und regen zu einer Auseinandersetzung mit dem „Mythos Willy Brandt“ an. Objekte, Fotografien und Interviews dokumentieren schließlich in einer Art Musée Sentimental Erinnerungen Unkeler Bürger an Willy Brandt.
Ein Multifunktionsraum ergänzt die moderne Ausstattung des Museums. Er wird für Ausstellungen und Vortragsveranstaltungen genutzt. Mittlerweile haben viel beachtete Ausstellungen stattgefunden:
- Dezember 2011: „Willy Brandt: Polen und Deutschland“
- Oktober 2012: Gerhard Juchem: „Spuk in Delmenhorster Kirche“
- Januar 2013: „Man hat sich bemüht“ (Karikaturenausstellung zu Willy Brandt)
- Juni/Juli 2013: „Der Euro schadet der Krise“ (Ausstellung mit Karikaturen von Burkhard Mohr)
- Juli/August 2013: „HAP Grieshaber – ein betroffener Zeitgenosse“
- Mai/August 2015: Klaus Hopf: „Anatomie des Aufrechten Gangs“
- September/Oktober 2015: Uwe Langnickel: „Stationen der Demokratie“
- Mai/August 2016: „Brandt und Christo – Das Projekt ‚Verhüllter Reichstag‘“, Kurator Klaus-Henning Rosen
- August/September 2016: Malte Sonnenfeld: „Pop Art trifft Politik(er)“, Kurator Jochen Seidel

Das Willy-Brandt-Forum tritt auch durch Veranstaltungen an die Öffentlichkeit:
- 3. Februar 2015 Lesung Heli Ihlefeld: „Auch darüber wird Gras wachsen“
- 12. Juni 2015 Vortrag Brigitte Seebacher: „Nichts wird wie es war. Willy Brandt, die deutsche Einheit und die Globalisierung“
- 7. November 2018 Vortrag Heidemarie Wieczorek-Zeul: "40 Jahre Nord-Süd-Konflikt"
- 20. Oktober 2019 Festveranstaltung "50 Jahre Kanzlerschaft Willy Brandt" mit Bundeskanzler a. D. Gerhard Schröder

## Porträtgalerie, Tresorraum und Seminarraum

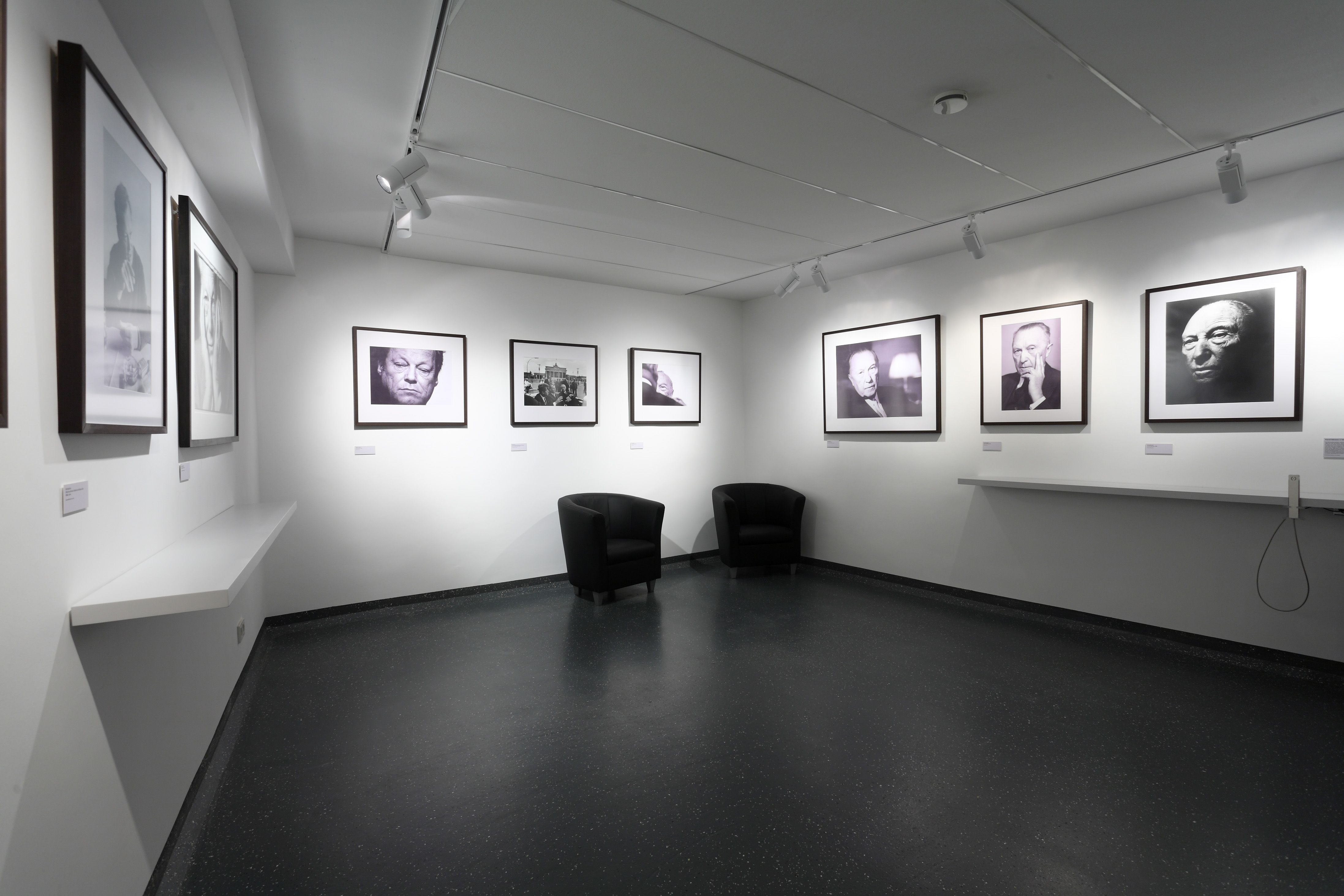
Porträtgalerie

Die Porträtgalerie beherbergt Kunst vor allem in Form von Gemälden, Fotografien und Skulpturen. Hier ist der zweite Höhepunkt des Museums zu sehen: das Brandt-Porträt von Professor Georg Meistermann, das ursprünglich für die 1974 von Brandts Nachfolger Helmut Schmidt ins Leben gerufene Galerie der Bundeskanzler bestimmt war. Daneben finden sich u. a. Fotografien von  Herlinde Koelbl, Will McBride, Ralph Ueltzhoeffer, Josef Heinrich Darchinger und Robert Lebeck. Am 17. Juli 2016 schenkte der Sammler und Unternehmer Dr. Ulrich Scheufelen aus Lenningen / Schwäbische Alb bei Stuttgart dem Willy-Brandt-Forum das Bronze-Porträt Willy Brandt von Gerhard Marcks als Zustiftung. Er freue sich, dass die 1970 entstandene Büste in Unkel seine endgültige Bleibe gefunden habe.
Im Tresorraum kann der Besucher entdecken, was sich an Überraschungen in den Schließfächern verbirgt. Eine Fotowand zeigt Willy Brandt mit den Großen der Welt, aber auch als Bürger der kleinen Stadt am Rhein. Fünfzehn Fragen an den Politiker, verborgen hinter kleinen Klappen, warten auf Antwort. Schließlich können die Besucher mit einer Webcam ein Foto von sich machen, einen Hintergrund aus Unkel, ein Motiv von Willy Brandt sowie eine Schriftart für die Grußzeile wählen. Die so erstellte digitale Postkarte kann dann kostenlos als E-Mail verschickt werden.
Für Schulklassen, Studenten, Veranstaltungen usw. steht ein Seminarraum mit 50 Plätzen zur Verfügung. Hier kann der Museumsbesuch bei Bedarf vor- oder nachbereitet werden. Für Gruppen, die Führungen gebucht haben, ist die Benutzung des Raumes kostenlos.
Museumspädagogisches Material kann Lehrern auf Wunsch für die Vorbereitung des Besuches im Forum zur Verfügung gestellt werden.
Bis 2017 haben mehr als 30.000 Besucher den Weg in das Willy-Brandt-Forum Unkel gefunden. Dieser Besucherzuspruch zeige, dass die Idee, ein Besuchermuseum in Unkel zu betreiben, aufgegangen sei, sagte der Vorstandsvorsitzende des Forums, Christoph Charlier, bei der Festveranstaltung aus Anlass des fünfjährigen Bestehens am 20. März 2016.

## Galerie

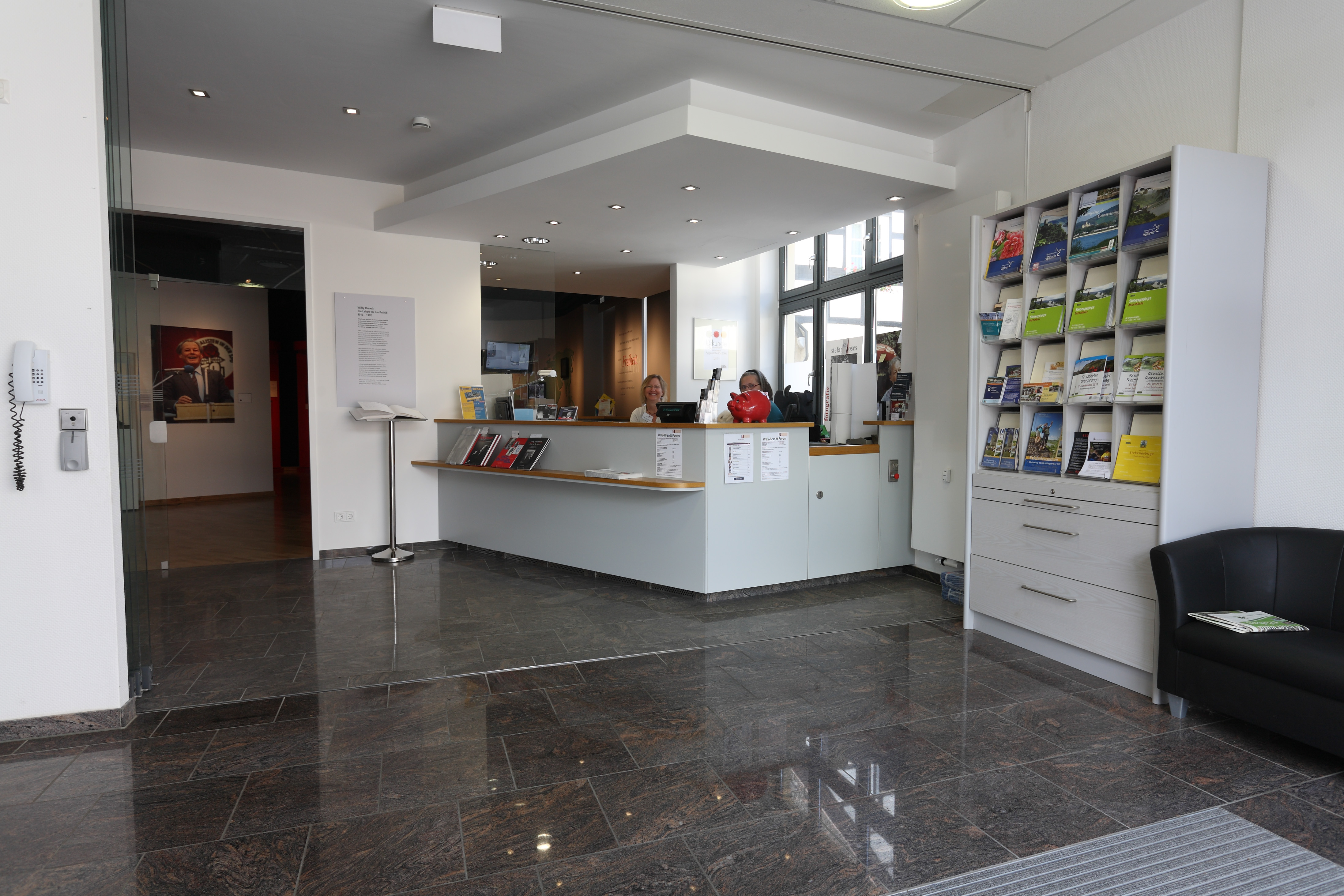
Eingangsbereich
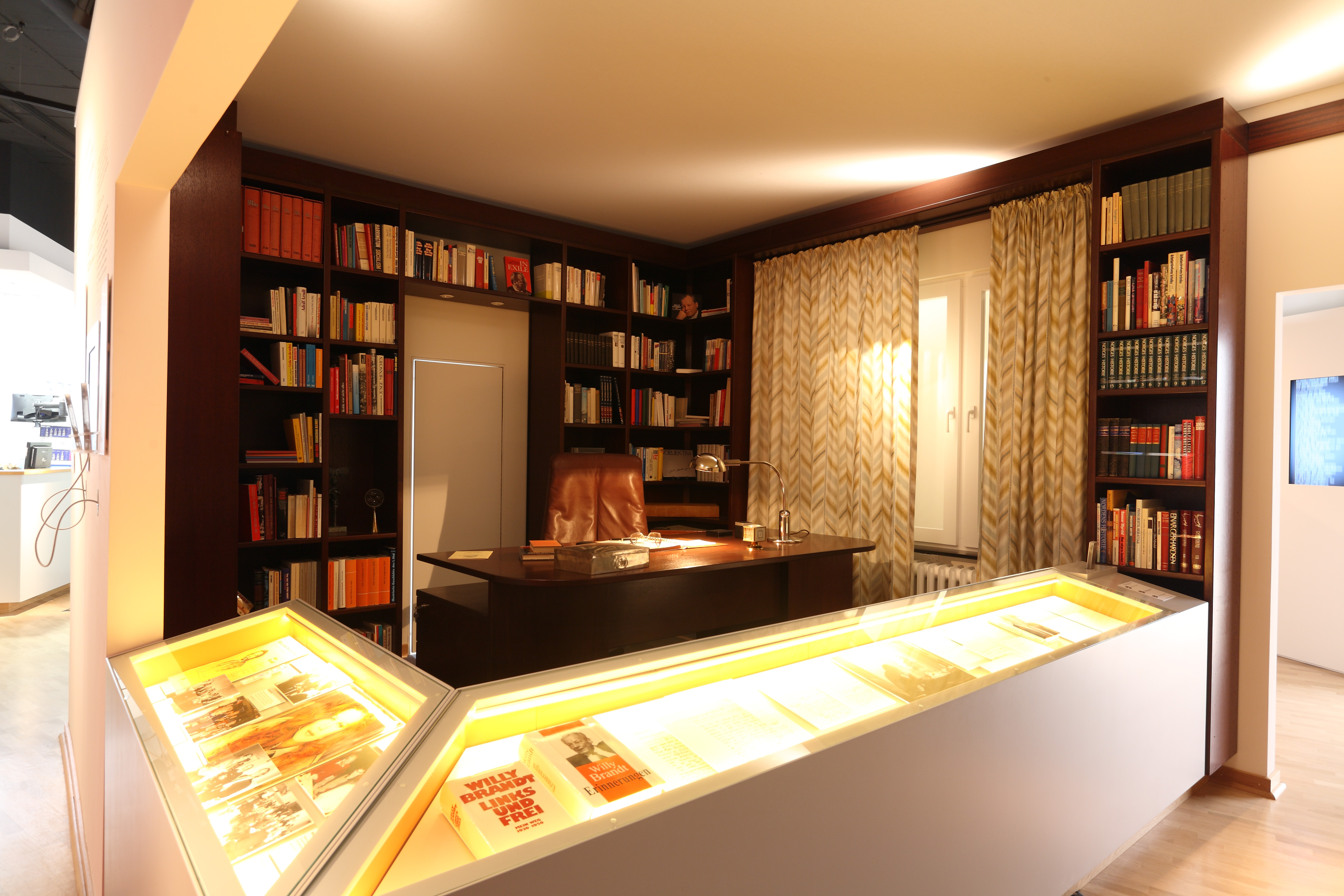
Arbeitszimmer Willy Brandts
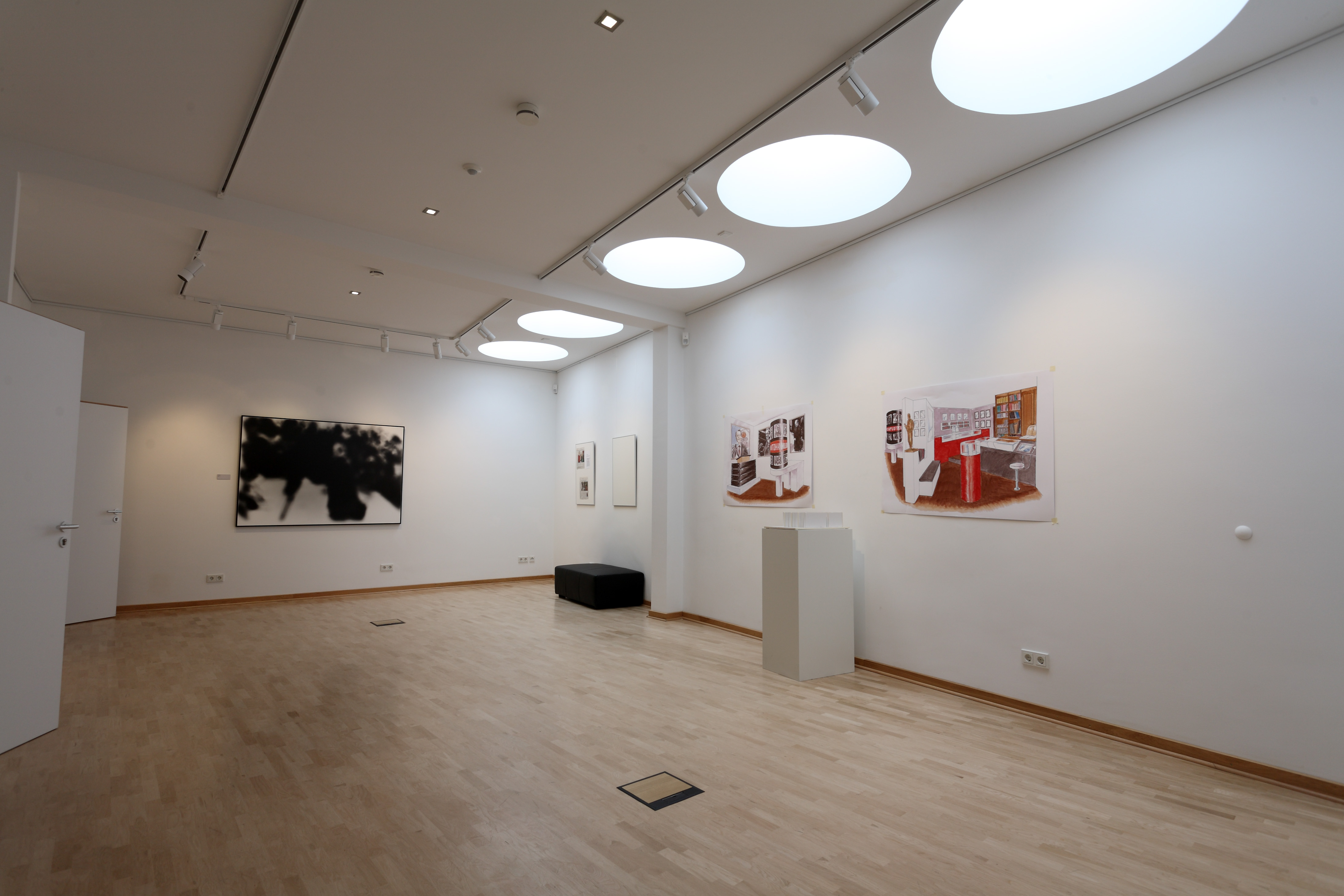
Multifunktionsraum
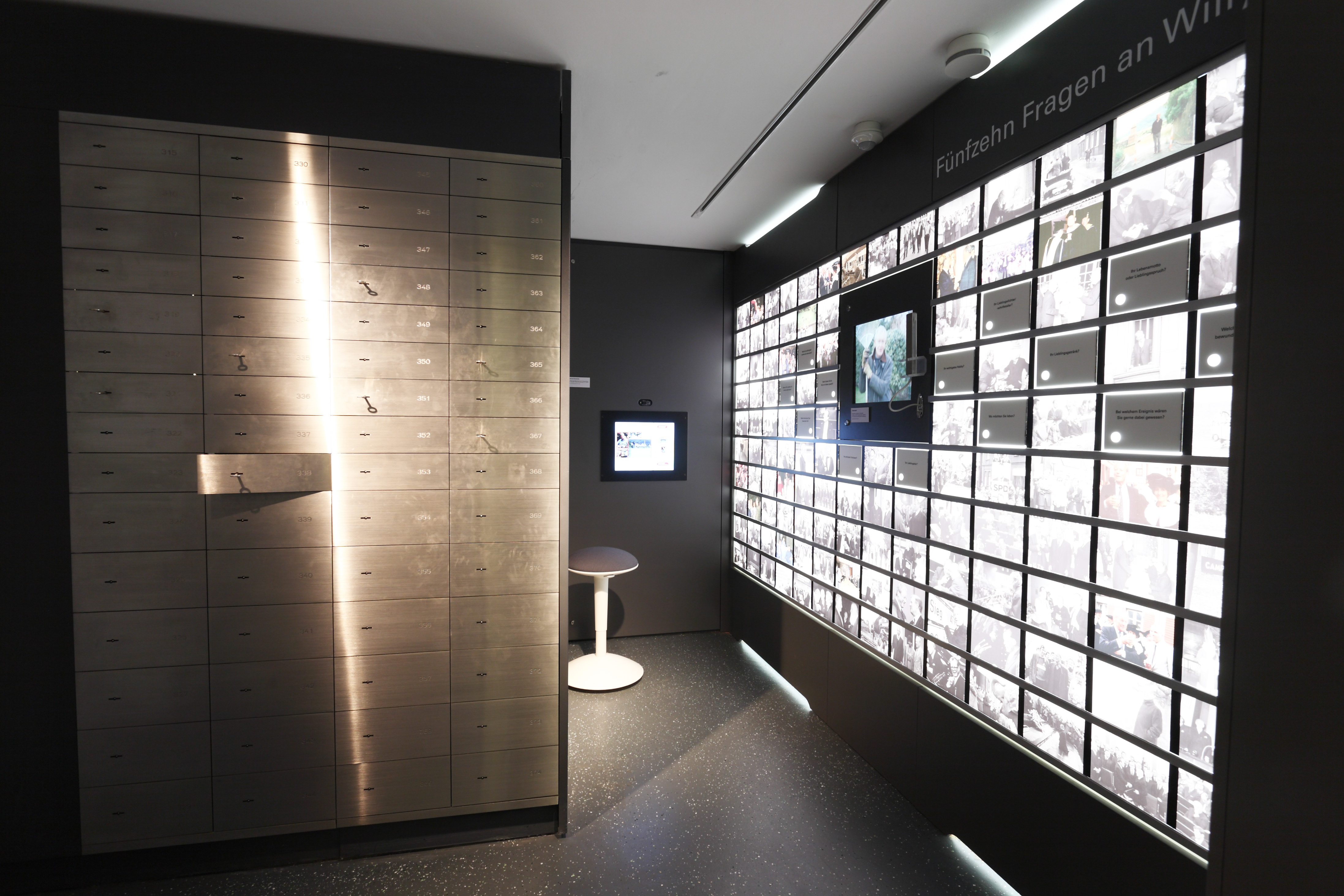
Tresorraum
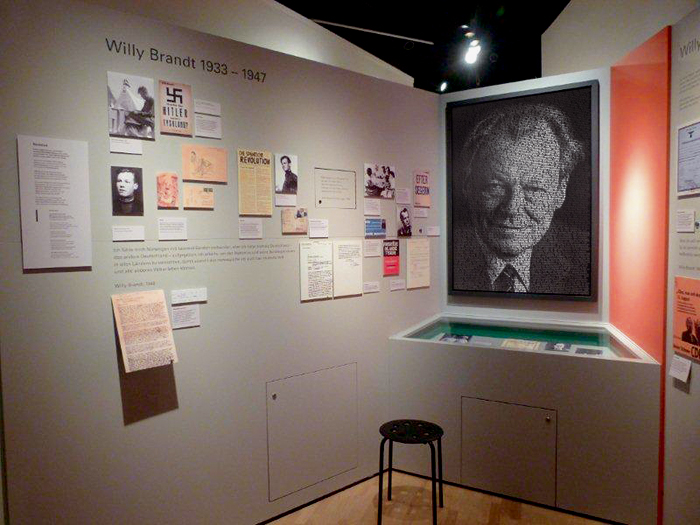
Ralph Ueltzhoeffer Textportrait Willy Brandt
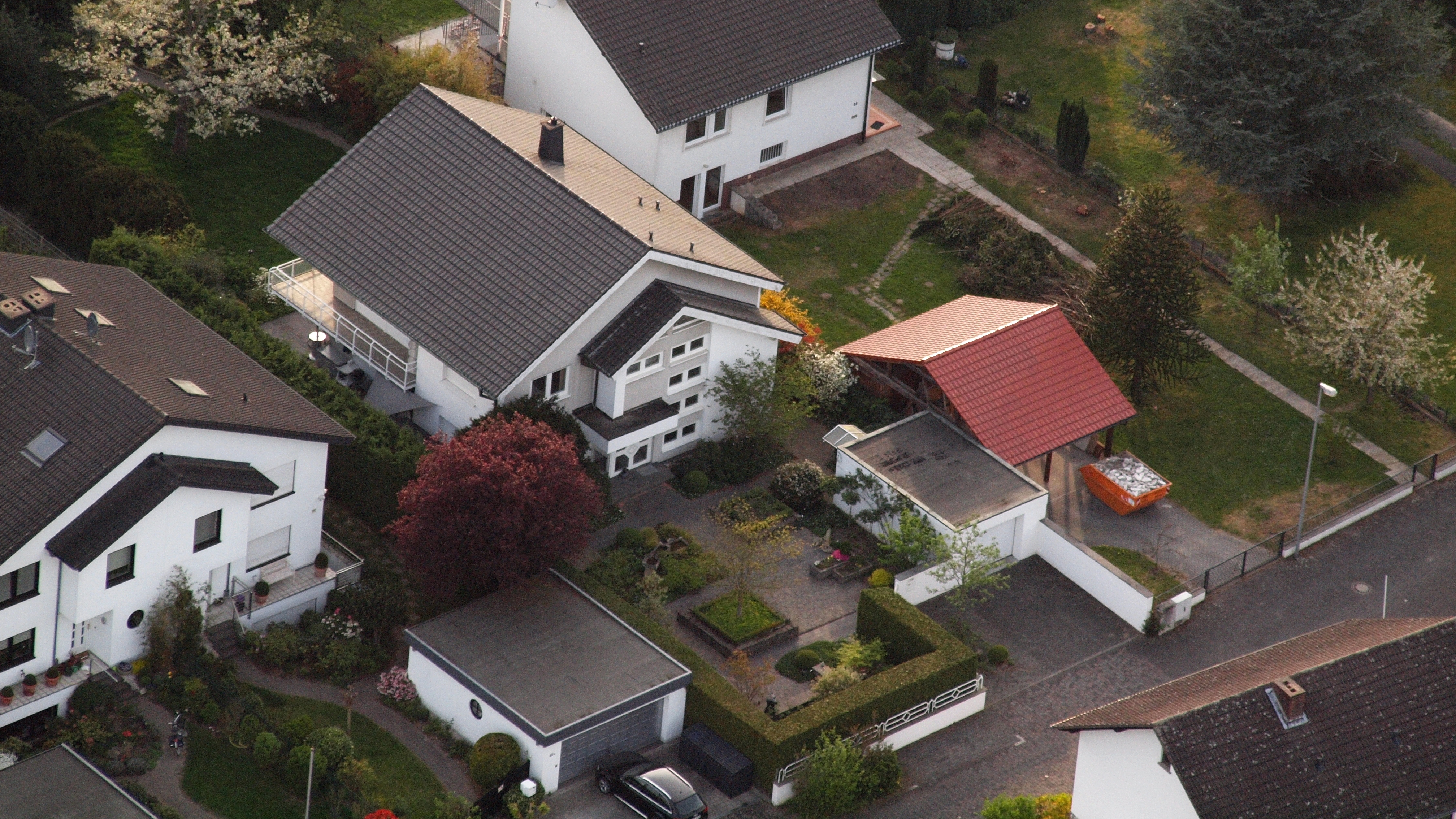
Willy Brandts Wohnhaus (2015)

## Film
- Willy Brandt – Die Jahre in Unkel. Dokumentarfilm, Deutschland, 2017, 29:45 Min., Buch und Regie: Susanne Werling, Produktion: SWR, Reihe: Bekannt im Land, Erstsendung: 8. Oktober 2017 bei SWR Fernsehen, Inhaltsangabe von ARD, online-Video, aufrufbar bis 8. Oktober 2018. U.a. mit Brigitte Seebacher, Peter Brandt, Matthias Brandt, Klaus-Henning Rosen, Rudolf Barth und Rudolf Rupperath (Willy-Brandt-Forum).